# 吴汉月墓
吴汉月墓位于浙江省杭州市玉皇山下八卦田北面的施家山南麓。
吴汉月是五代吴越国国王钱元瓘的妾室、钱弘俶的生母。墓穴呈长方形，分前后两室，前室的石门扉上，雕镂着门钉和门环，门上有精致女像浮雕。后室为主室，四壁用红砂石板砌成。壁面上部浮雕着青龙、白虎、朱雀、玄武四神；下部雕有貌似道人的石俑，双手捧着牛、羊、鸡、兔等十二生肖像。后室顶盖刻有二十八宿星象图，刻于后晋广顺二年（公元925年），是世界上最早的石刻星图之一，准确性很高，现存杭州碑林。墓早期被盗，于1958年发掘，出土能修复的壶、罐、碟、盘、碗等13件，玉器1件。2006年5月25日，归入第五批全国重点文物保护单位临安吴越国王陵，合并后名称为吴越国王陵。